# Маркин, Евгений Фёдорович
Евге́ний Фёдорович Ма́ркин (22 августа 1938, Клетино ныне Касимовского района Рязанской области — 17 ноября 1979, Клетино) — российский и советский поэт и прозаик, публицист.

## Семья
Отец Евгения Маркина, Фёдор Андреевич, погиб на фронте. Маму поэта звали Дарья Михайловна Маркина. Она была учительницей математики, преподавала в средней школе № 3 города Касимова, а также учебных заведениях Касимовского района.

## Творческая деятельность
Евгений Маркин с 14 лет начал публиковаться в периодической печати Рязанщины, был сотрудником газет «Рязанский комсомолец», «Комсомолец Киргизии», «Литература и жизнь», Рязанского областного радио.
Евгений Маркин издал и подготовил к печати 8 поэтических сборников: «Личное дело», «Звёздный камень», «Лесной ручей», «Стремнина», «Самородок», «Моя провинция», «Разница во времени», «Мещёрские сосны».
В 1950—1970-х годах произведения Евгения Маркина печатались в журналах «Новый мир», «Наш современник», «Молодая гвардия», «Юность», «Огонёк», «Смена», «Сельская молодёжь», «Советская женщина», «Подъём», «Волга», «Сибирские огни», газетах «Комсомольская правда», «Советская Россия», «Сельская жизнь», «Труд», «Литература и жизнь», «Пионерская правда», периодических изданиях Киргизии, Молдавии, Рязанской и Владимирской областей, альманахах «День поэзии», «Литературная Рязань», «Литературный Киргизстан», «Стрелка», «Спутник», антологии «Библиотека современной молодёжной поэзии и прозы», коллективных сборниках «Смоленский семинар поэтов», «С добрым утром, родимый край!», «Приокские дали», «Над Окой звенит гармонь», «На разных широтах», «Земная орбита», «Солдаты славы не искали», переводных изданиях «Горный поток», «Бурлит Селенга», «Эхо гор», «Поэты народов Сибири», «Поэты Бурятии»; звучали в передачах Всесоюзного радио и Центрального телевидения, переводились на иностранные языки.
Евгений Маркин — член Союза писателей СССР с апреля 1968 года, лауреат первого Всесоюзного фестиваля молодой поэзии «Я хочу, чтоб к штыку приравняли перо».
Самые известные стихотворения поэта посвящены его родине, красоте Мещерского края. В них Маркин описывал труд и быт сельчан, рисовал образы земляков, пел о любви.

## Маркин и его «Белый бакен»
После исключения Александра Исаевича Солженицына 4-5 ноября 1969 года из Союза писателей СССР Маркин написал 27 августа 1970 года стихотворение «Белый бакен». О ком идёт речь в стихотворении, становится понятно, когда поэт пишет:

…Каково по зыбким водам

у признанья не в чести

ставить вешки пароходам

об опасностях в пути!

Ведь не зря ему, свисая

с проходящего борта,

машет вслед: — Салют, Исаич! -

незнакомая братва.

Стихотворение было опубликовано в «Новом мире» в октябре 1971 года. Маркина через некоторое время исключили из Союза писателей под «благовидным» предлогом и направили на лечение в ЛТП.
Солженицын в очерках литературной жизни «Бодался телёнок с дубом» писал о Маркине:
Год спустя он умудрился протащить в «Н. мире» (с новым руководством) стихотворение о бакенщике «Исаич», которого очень уважают на большой реке, он всегда знает путь, — то-то скандалу было потом, когда догадались! — и исключили-таки бедного Женю из СП.
В 1974 году, когда Солженицына выслали из СССР, Евгений Маркин воспринял это как трагедию. Он в то время находился «на лечении». В стихотворении «Прощание с гвардии капитаном» он написал:

А я, к колючке прикасаясь,

через запретную черту

ему кричу: — Прощай, Исаич!

Твоё мне имя — угль во рту!

Как ты, тоскуя по Рязани,

бреду один в подлунный мир.

…И ястребиными глазами

мне в спину смотрит конвоир.

## Память
В 1988 году поэт был посмертно восстановлен в Союзе писателей. С этого времени на родине Маркина, в деревне Клетино, проходит ежегодный областной праздник поэзии. В Касимове проводится фестиваль «Маркинская осень». Немало стихотворений Евгения Маркина положено на музыку московскими и рязанскими композиторами, в числе которых Юрий Ананьев, Александр Ермаков, Александр Костенко, Александр Тараканов. По произведениям поэта поставлены спектакли: в Рязанском институте культуры — «Серебряный вальс», «Евгений Маркин. Избранное», «Первая красавица» (художественный руководитель — Роман Маркин, кандидат искусствоведения, член Союза театральных деятелей России), в Касимовском народном театре юного зрителя инсценирована маркинская повесть «Старый фотограф».
Изданы новые книги «летописца песенной Рязани»: «Второе рождение», «Серебряный вальс», «Отава», «Дорога», «Я воскресну во имя любви», «Зову тебя в мою Мещёру», «Летят журавли, летят…», «Лесное эхо», сборник воспоминаний «О Евгении Маркине», указатель литературы «Евгений Маркин», буклет «Я с эпохой один на один говорю…».
Имя Евгения Маркина носят улица в городе Касимове и библиотека в посёлке Гусь-Железный; на домах в Клетине и Касимове, где жил поэт, установлены мемориальные доски.